# Železniční návěstidlo

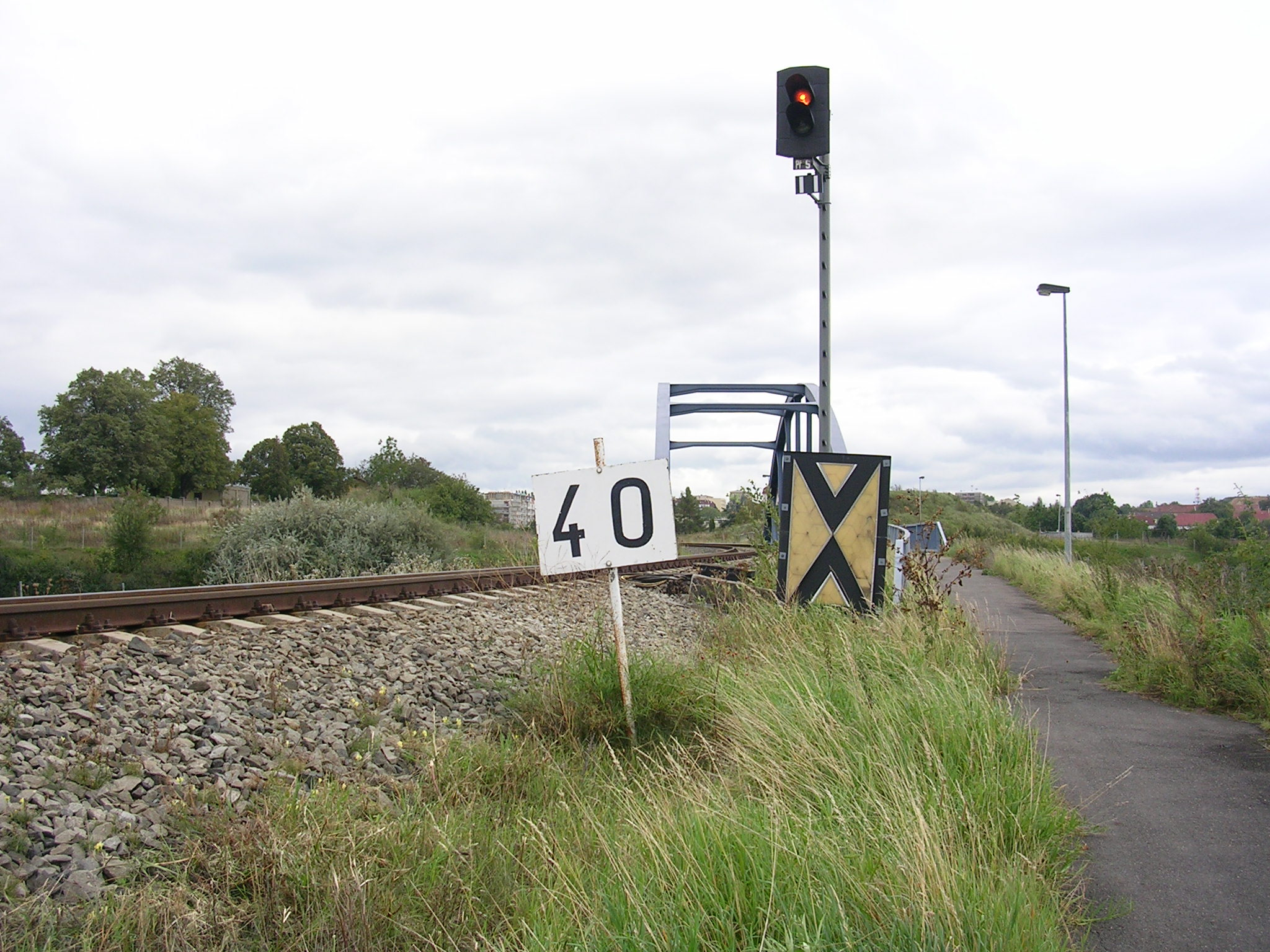
Rychlostník a předvěst u mostu přes Pražský okruh před stanicí Praha-Zličín.

Železniční návěstidla jsou technická zařízení, pomůcky nebo předměty, kterými se dává návěst. Návěst je viditelné nebo slyšitelné vyjádření pokynu stanoveným způsobem. Návěstidla se dělí na přenosná a nepřenosná. Přenosné návěstidlo je návěstidlo bez trvalého umístění. Nepřenosné návěstidlo je návěstidlo, které má trvalé umístění. V případě neproměnného návěstidla dává příslušnou návěst trvale. Neproměnné návěstidlo je návěstidlo pouze s jednou viditelnou návěstí.
Návěstidla v zemích s pravostranným provozem se zpravidla umisťují vpravo od koleje, pro kterou platí, návěstidla pro elektrický provoz mohou být umístěna přímo v trakčním vedení.
Ve svých počátcích přebírala železnice návěstidla z jiných odvětví dopravy. Naopak později posloužila železniční návěstidla jako vzory semaforů a značek pro silniční dopravu. Prvními návěstidly byly návěstní prapory. Většího rozšíření dosáhla v 19. století distanční návěstidla v podobě např. košových návěstidel. Ta byla postupně nahrazena nejprve mechanickými a později světelnými návěstidly.
Kromě návěstidel jsou u trati ještě traťové značky.

## Proměnná návěstidla

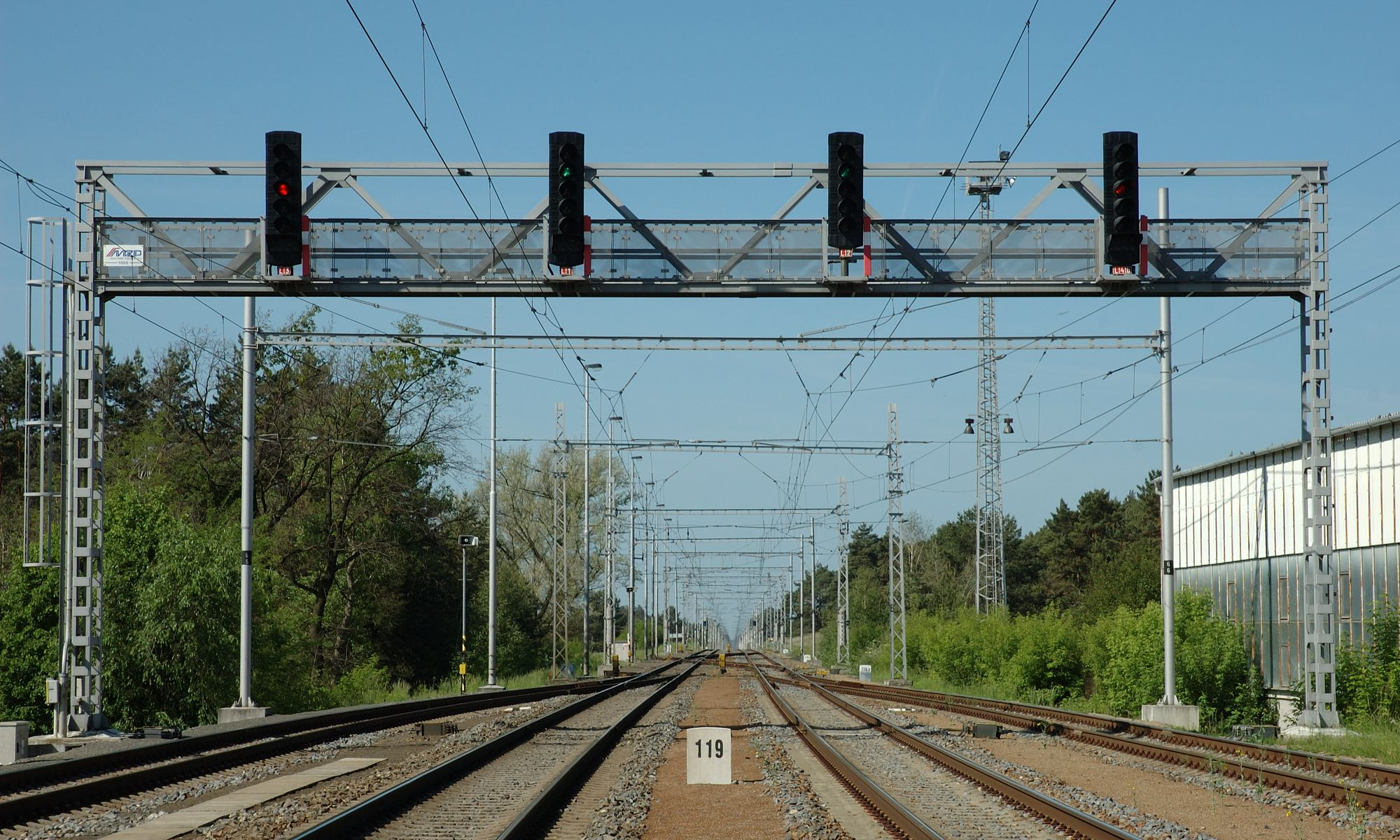
Světelná odjezdová návěstidla na lávce (stanice Bzenec přívoz)

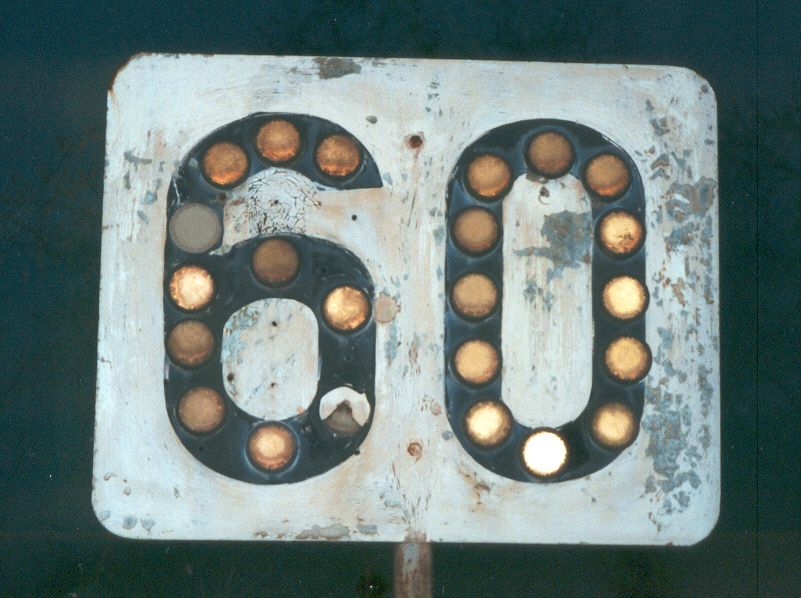
Rychlostník staršího provedení s odrazkami.

Proměnná návěstidla předávají strojvedoucímu informaci o volnosti následujícího úseku a o rychlostních omezeních pro další jízdu v závislosti na postavení vlakové cesty. Rozlišují se podle účelu:
- Hlavní návěstidlo (vjezdové, odjezdové, cestové, vložené, oddílové, krycí, návěstidlo dopravny Portál)
- Seřaďovací návěstidlo (seřaďovací, spádovištní)
- Předvěst
- Indikátor
- návěsti výhybek
- přejezdník (může být i neproměnný)
- návěstidlo pro zkoušku brzdy

Podle způsobu dávání návěsti:
- Košové návěstidlo (v minulosti)
- Mechanické návěstidlo
- Světelné návěstidlo

Návěstidla mohou být umístěna:
- na stožáru
- na lávce (portálu)
- na krakorci
- na podstavci v úrovni terénu (tzv. trpasličí návěstidla)
- na speciální konstrukci (portál tunelu, konstrukce zastřešení nástupiště...)

## Neproměnná návěstidla
Neproměnná návěstidla dávají strojvedoucímu informaci o traťových poměrech a trvalých omezeních platných pro jízdu vlaku nebo posunujícího dílu. V silničním provozu mají obdobný význam dopravní značky.

## České železnice

### Právní vymezení
Základní návěsti a návěstidla stanoví v České republice příloha č. 1 vyhlášky č. 173/1995 Sb., kterou se vydává Dopravní řád drah. Provozovatel dráhy může stanovit i další návěsti, velké množství dalších návěstí stanoví Správa železnic ve svém interním předpise SŽ D1 ČÁST PRVNÍ.
Traťové značky, které nejsou návěstidly, jsou stanoveny v § 20, 37 a 59 vyhlášky č. 177/1995 Sb., kterou se vydává Stavební a technický řád drah.

### Podle Dopravního řádu drah

#### Výstražná návěstidla
Stůj
 Výstraha
Pískejte (Pískáček): sloupek, na kterém je pás střídavě červených a bílých pruhů stejné délky. Umisťuje se před nechráněnými přejezdy, případně u jiných míst (tunely, mosty, zářezy). V úseku od návěstidla až k chráněnému místu musí strojvůdce opakovaně dávat návěst Pozor.
 Pracovní místo, pískejte je výstražný terč lichoběžníkového tvaru s dolní kratší hranou a horní hranou, tvořenou půlkružnicí, na kterém je černý obraz kopáče nad zeleným lichoběžníkem; terč se umísťuje na sloupek shodný s návěstidlem Pískejte.

#### Návěstidla omezující rychlost
Rychlostník je bílá tabule, na které je černými číslicemi vyznačena traťová rychlost v km·h−1; tvarem návěstní desky se může odlišovat dovolená rychlost pro různé skupiny přechodnosti drážních vozidel, přednostně se používá tvar obdélníkový a kruhový.
 Dodatkovou tabulkou na rychlostníku (černý obraz lokomotivy v bílém poli) může být povoleno zvyšovat rychlost ihned, jakmile čelo vlaku mine takto označený rychlostník.
 Předvěstník je žlutá bíle orámovaná tabule, na které je černou číslicí vyznačena v desítkách km·h−1  nejvyšší dovolená rychlost. Umisťuje se ve vzdálenosti 300 až 1000 m před rychlostníkem, od kterého omezení platí. Přednostně se používá trojúhelníkový na vrcholu umístěný tvar (před obdélníkovou deskou rychlostníku) a kruhový tvar návěstní desky (před kruhovým nebo jiným rychlostníkem).
 Předvěstní štít je žlutá bíle orámovaná trojúhelníková tabule, na které je černou číslicí označena v desítkách km·h−1  hodnota přechodně snížené traťové rychlosti. Deska se staví přednostně na vrchol, není-li pro umístění např. mezi kolejemi dostatek místa, umístí se na základnu. Návěstidlo se umisťuje na zábrzdnou vzdálenost před návěst „Začátek pomalé jízdy“.

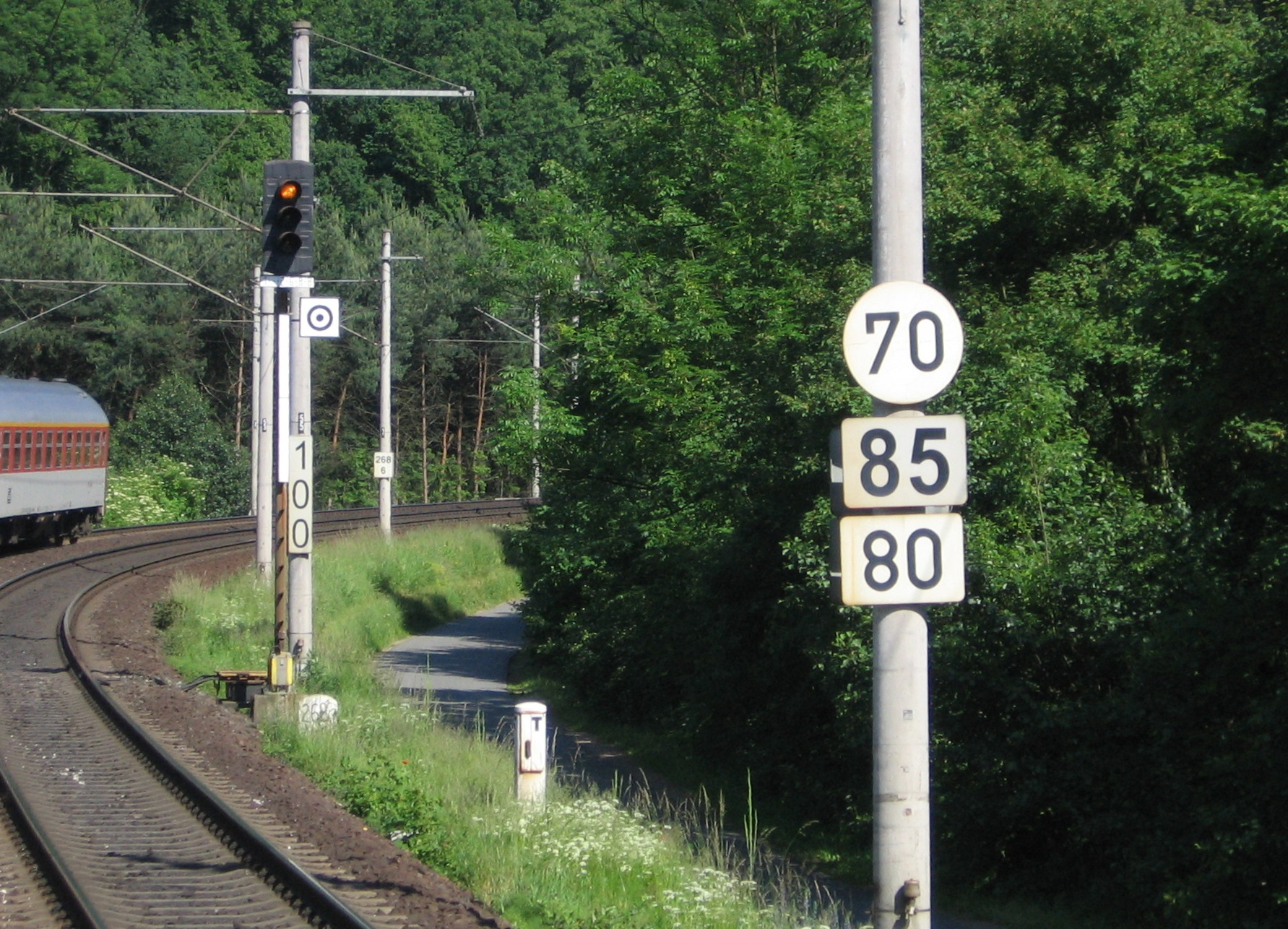
Kulatý rychlostník pro vozidla přechodnosti 3; prostřední rychlostník pro vozidla s dovoleným nedostatkem převýšení v oblouku 130 mm; spodní rychlostník pro ostatní vozidla. V pozadí za návěstidlem rychlostník pro vozidla s naklápěcí skříní.
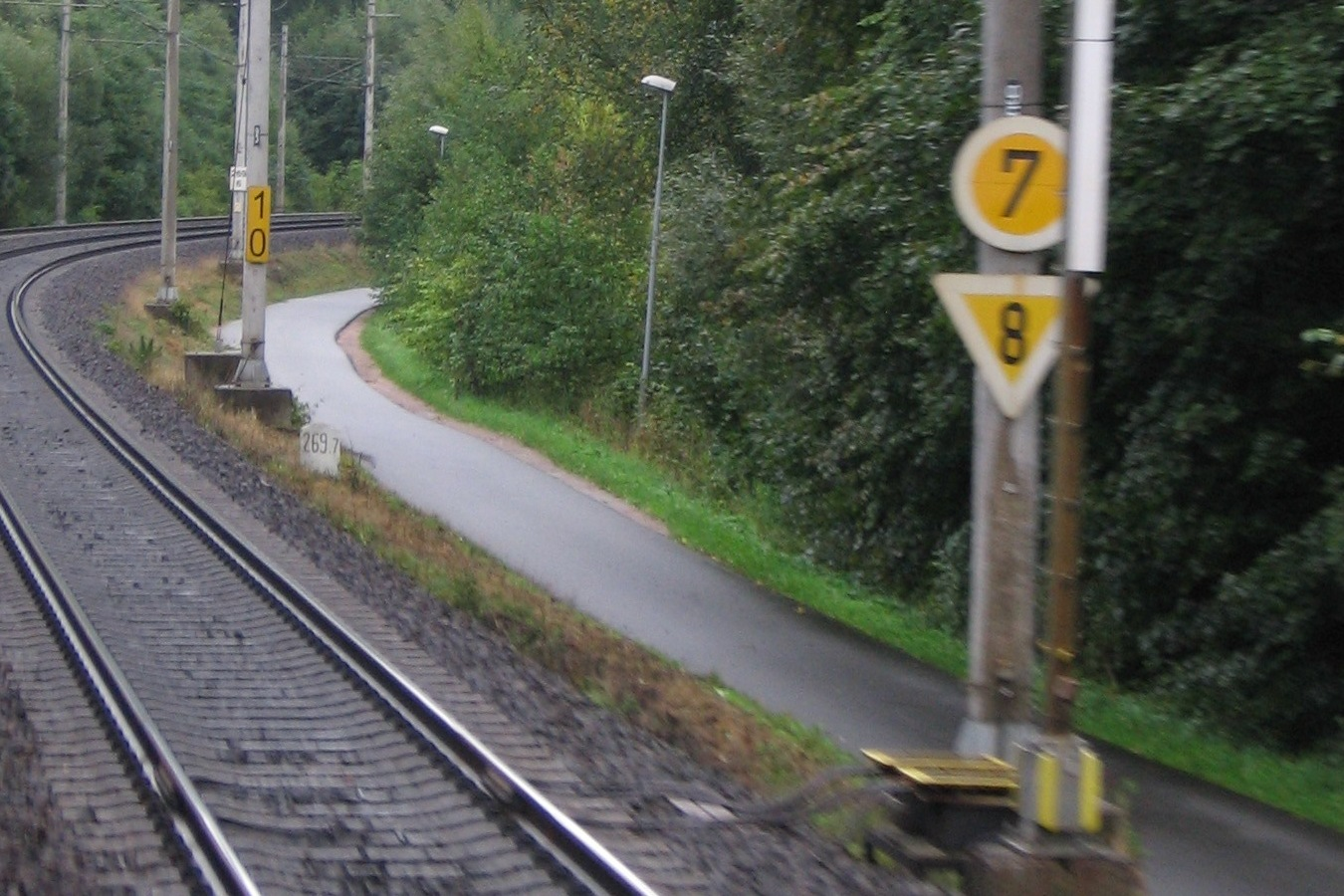
Předvěstníky k výše zobrazeným rychlostníkům
- PDF verze vyhlášky č. 173/1995 Sb. (příloha č. 1 začíná od strany 42).

#### Další návěstidla
Námezník je bílý vodorovný trámec s černými pruhy na obou koncích a označuje u sbíhajících se nebo křížících kolejí hranici, přes kterou nesmí přesahovat drážní vozidlo, aby nebyla ohrožena jízda po sbíhající se nebo křižující se koleji.
 Označník je bílý sloupek s modrou hlavicí, označující ve stanici místo mezi krajní vjezdovou výhybkou a vjezdovým návěstidlem, za které je bez zvláštních opatření zakázáno posunovat.
 Lichoběžníková tabulka je černě orámovaná deska tvaru rovnoramenného lichoběžníku postaveného na delší základně; deska je umístěná na sloupku označeném označovacím pásem se šikmými černými a bílými pruhy. Na tratích se zjednodušeným řízením drážní dopravy se umísťuje na místo, kde mají určené vlaky zastavit dříve, než se jim povolí vjezd do dopravny. Může určovat číslo vjezdové koleje.
 Posun zakázán je modrá bíle orámovaná tabule čtvercového tvaru postavená na vrcholu, která se umísťuje na zarážedlo na konci kusé koleje nebo na vrata uzavřená na koleji, případně u výkolejky uzavřené v poloze na koleji.
 Neplatnost návěstidla s proměnnými znaky.

#### Návěstidla pro elektrický provoz
Modré bíle orámované čtvercové desky postavené na vrcholu. Návěstní znaky jsou tvořeny bílými odrazkami kruhového tvaru, bílými světly nebo bílými kroužky na desce reflexního provedení. Zpravidla se návěstidla umisťují přímo v trakčním vedení.
 Vypněte proud: písmeno „U“ s přerušenými svislými čárami.
 Zapněte proud: písmeno „U“.
Kolej bez trakčního vedení má variantní návěstní znak v závislosti na směru kolejí bez trakčního vedení.
 Pokračují-li dále všechny koleje bez trakčního vedení, tvoří návěstní znak čtverec postavený na vrcholu s bílým středem.
 Pokračuje-li dále kolej bez trakčního vedení v přímém směru, tvoří návěstní znak dvě strany čtverce s vrcholem směřujícím vzhůru a s bílým středem.
 Odbočuje-li dále kolej bez trakčního vedení vpravo, tvoří návěstní znak dvě strany čtverce s vrcholem směřujícím vpravo a s bílým středem.
 Odbočuje-li dále kolej bez trakčního vedení vlevo, tvoří návěstní znak dvě strany čtverce s vrcholem, směřujícím vlevo a s bílým středem.
 Připravte se ke stažení sběrače: dva krátké vodorovné pruhy, levý ve spodní části a pravý v horní části návěstní desky.
 Stáhněte sběrač: vodorovný pruh v úhlopříčce návěstní desky.
 Zdvihněte sběrač: svislý pruh v úhlopříčce návěstní desky.
 Začátek stejnosměrné trakční proudové soustavy: dva vodorovné bílé pruhy nad sebou. Není-li v horní části desky číslo, značící napájecí napětí ve stovkách voltů, značí návěst trakční napětí 3 kV.
 Začátek jednofázové trakční proudové soustavy: bílá sinusovka na vodorovné úhlopříčce desky. Návěst značí začátek jednofázové trakční proudové soustavy 25 kV, 50 Hz.
 Začátek jednofázové trakční proudové soustavy: jde-li o soustavu s napětím 15 kV, 16 2/3 Hz, uvede se v horní části návěstní desky číslo 15.
 Vozidla připojena k elektrickému předtápěcímu stojanu: bílý blesk směřující dolů. Umisťuje se na vlak nebo na stojan na trati.
 Začátek snížené výšky trolejového drátu: oranžová bíle orámovaná deska ve tvaru čtverce postaveného na vrcholu. Na ní je černý blesk směřující dolů, nad bleskem je umístěna bílá odrazka. Pod deskou se umísťuje obdélníková tabulka s číslem udávajícím skutečnou výšku trolejového drátu na nejnižším místě.
 Konec snížené výšky trolejového drátu: bílá černě orámovaná deska ve tvaru čtverce postaveného na vrcholu.

#### Přejezdníky
- Přejezdník a opakovací přejezdník jsou návěstidla označená označovacím pásem s černými a bílými pruhy stejné šířky. Pokud je označovací pás doplněn v bílém poli černým číslem, určuje číslo počet přejezdů, pro který platí. Přejezdníky předvěstí strojvůdci stav přejezdového zabezpečovacího zařízení.
  - Otevřený přejezd: na přejezdníku nebo opakovacím přejezdníku svítí pouze dvě žlutá světla, ta mohou být nahrazena odrazkami.
  - Uzavřený přejezd: na přejezdníku a opakovacím přejezdníku svítí vždy horní bílé světlo a spodní dvě žlutá světla, která mohou být nahrazena odrazkami. Na návěst „Uzavřený přejezd“ smí jet vlak nebo drážní vozidlo k přejezdu největší dovolenou rychlostí. Strojvedoucí hnacího vozidla je na přejezdník upozorněn vzdálenostním upozorňovadlem, kde v bílém poli je jeden černý svislý pruh, který může být doplněn číslem, pro kolik přejezdů platí.

### Tratě Správy železnic

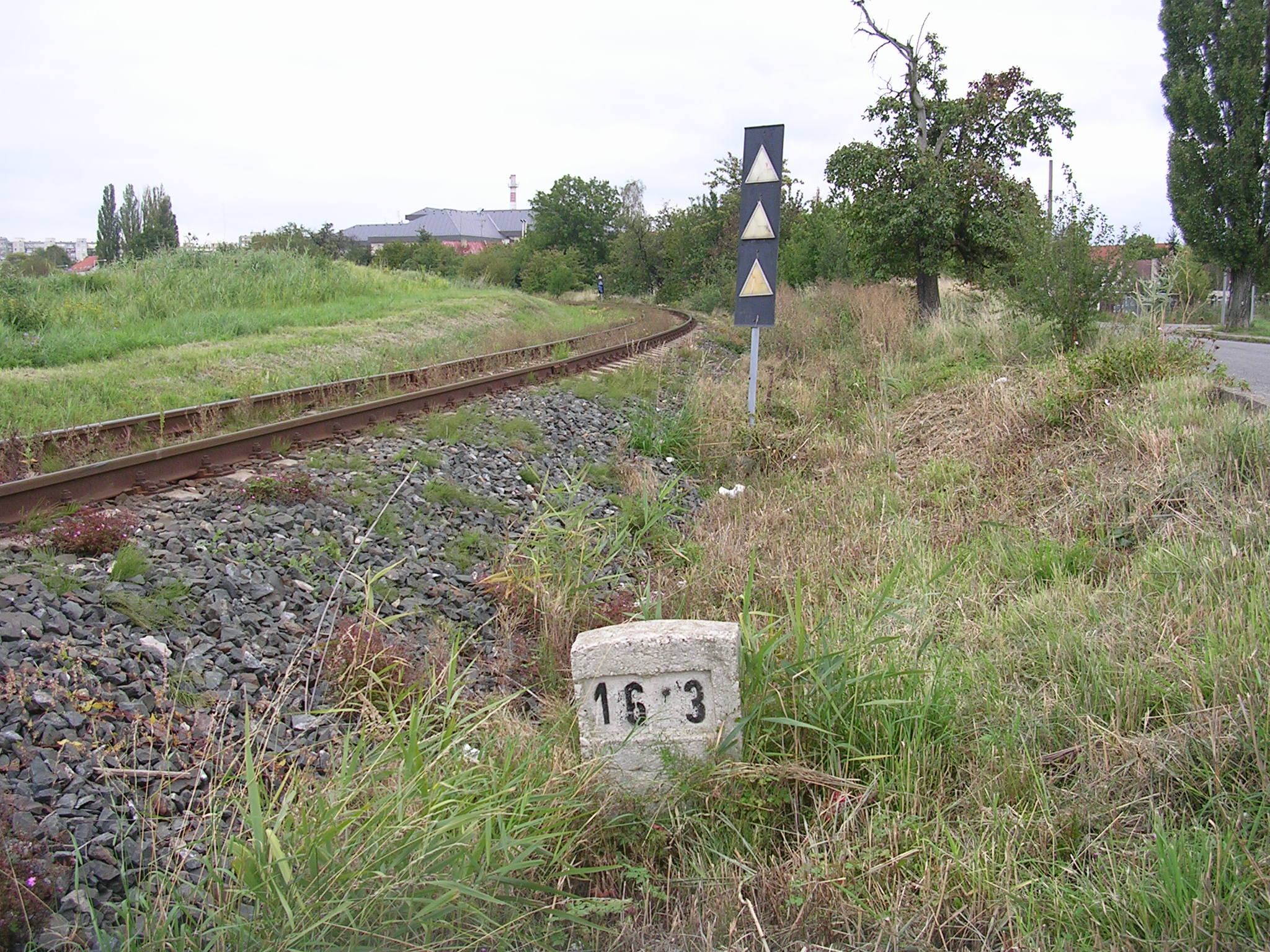
V popředí kamenný kilometrovník, v pozadí návěstidlo „Vlak se blíží k hlavnímu návěstidlu“

Na tratích provozovaných Správou železnic jsou jejím vnitřním předpisem SŽ D1 ČÁST PRVNÍ (Předpis pro používání návěstí při organizování a provozování drážní dopravy) stanovena i mnohá další návěstidla a je upřesněn význam některých návěstidel stanovených Dopravním řádem drah.
Vlak se blíží k samostatné předvěsti je bílá čtvercová nebo obdélníková deska s jedním až čtyřmi černými pruhy. Jsou-li pruhy šikmé vpravo vzhůru, upozorňuje na vzdálenost k samostatné předvěsti vjezdového, cestového či odjezdového návěstidla nebo na vzdálenost k návěstidlu „tabulka s křížem“, která nahrazuje samostatnou předvěst hlavního návěstidla. Jsou-li pruhy vodorovné, upozorňuje na vzdálenost k samostatné předvěsti oddílového nebo krycího návěstidla nebo na vzdálenost k návěstidlu „tabulka s křížem“, která nahrazuje samostatnou předvěst hlavního návěstidla.
Vlak se blíží k hlavnímu návěstidlu je černá čtvercová nebo obdélníková na kratší straně postavená deska s bílým okrajem a na ní jeden až tři bílé rovnostranné trojúhelníky z odrazek, postavené na základně. Upozorňuje na vzdálenost k hlavnímu návěstidlu v traťových úsecích s nedostatečnými rozhledovými poměry.
Hranice koleje je termín pro návěstidlo, které se v Dopravním řádu drah nazývá námezník. Námezník je bílý trám, kde na jeho okrajích jsou černé pruhy. Námezník se používá na styku dvou kolejích - před výhybkou před srdcovkovou částí, u točen, křižovatkových výhybek. případně na splítcce.
Konec vlakové cesty je vodorovný trámec obdobný námezníku. Jeho střední část je ale směrem k zastavujícímu vlaku červená. Stanovuje konec vlakové cesty, není-li ukončení vlakové cesty určeno návěstí hlavního návěstidla přímo u koleje. Jsou-li vedle červené části černé pruhy, platí trámec též jako námezník.
Hranice izolovaného úseku je bílý sloupek s červenou hlavicí a s černým vodorovným pruhem. Upozorňuje z obou stran na izolovaný úsek, ve kterém nesmí stát vozidlo.
Hranice dopravny (v terminologii Dopravního řádu drah lichoběžníková tabulka) je bílá lichoběžníková deska s černým okrajem a s bílými odrazkami v rozích postavená na nejdelší straně. Upozorňuje na hranici dopravny na trati se zjednodušeným řízením dopravy.
Vlak se blíží k zastávce je bílá obdélníková deska se třemi šikmými černými pruhy postavená na delší straně. Upozorňuje na umístění zastávky.
Konec nástupiště je bílá obdélníková deska s černým okrajem postavená na delší straně. Upozorňuje na místo, před kterým musí co nejblíže zastavit první vozidlo s cestujícími (nebo zavazadly) vlaku, který má v určeném místě pobyt. Jedná se o obdobu označníku zastávky v tramvajové, trolejbusové a autobusové dopravě.
Místo zastavení je bílá obdélníková deska postavená na delší straně, s červeným okrajem. Přikazuje strojvedoucímu zastavit čelo vjíždějícího zastavujícího vlaku nebo vjíždějícího posunu mezi dopravnami do dopravny s kolejovým rozvětvením před touto návěstí. Platí pro obě koleje, mezi kterými je umístěna.
Výstraha je žlutá šestiúhelníková deska postavená na delší straně, s černým orámováním a bílým okrajem, na níž je černý kříž pootočený o 45°, v úhlech kříže jsou žluté odrazky. Je předvěstí návěsti Stůj na následujícím hlavním návěstidle nebo může upozorňovat na následující návěst Hranice dopravny.
Začátek ozubnice je bílá obdélníková deska postavená na delší straně, s černým okrajem, uprostřed níž je černý obrázek ozubnice. Upozorňuje na místo, kde najíždí ozubené kolo hnacího vozidla na ozubnici.
Konec ozubnice je bílá obdélníková deska postavená na delší straně, s černým okrajem a uprostřed černý obdélník. Upozorňuje na místo, kde ozubené kolo hnacího vozidla opouští ozubnici.
Vlak se blíží k přejezdníku je bílá čtvercová nebo na kratší straně postavená obdélníková deska s černým okrajem a jedním svislým černým pruhem uprostřed; kryje-li přejezdník více než jeden zabezpečený přejezd, je v horní části vzdálenostního upozorňovadla přejezdníku vyznačen černou číslicí s bílými odrazkami počet krytých přejezdů. Upozorňuje na vzdálenost k přejezdníku, nebo i na počet přejezdů vybavených přejezdovým zabezpečovacím zařízením.
Kilometrická poloha je kilometrovník, přesněji staničník. Je to bílá obdélníková na kratší straně postavená deska nebo čtvercová deska s černým horním číslem uvádějícím kilometrickou polohu a pod ním černým číslem uvádějícím hektometrickou polohu. Informuje o poloze místa na trati. V praxi se používají i jiná provedení, například na patnících nebo černožlutých tabulkách, označující zábrzdnou vzdálenost k následujícímu přejezdu.
Začátek pomalé jízdy je žlutá, na kratší straně postavená obdélníková deska s bílým okrajem a s černým číslem mající hodnotu desetiny čísla rychlosti pomalé jízdy. Označuje místo, kde začíná pomalá jízda, která byla předvěstěna předvěstním štítem.
Začátek nepředvěstěné pomalé jízdy je žlutá, na kratší straně postavená obdélníková deska s oranžovým okrajem a s černým číslem mající hodnotu desetiny čísla rychlosti pomalé jízdy. Označuje místo, kde začíná pomalá jízda, která nebyla předvěstěna předvěstním štítem.
Konec pomalé jízdy je bílá, na kratší straně postavená obdélníková deska s černým písmenem K. Označuje místo, kde končí pomalá jízda nebo nepředvěstěná pomalá jízda.
Stoupání tratě je varianta sklonovníku, černá na kratší straně postavená obdélníková deska, uvnitř které je bílý pětiúhelník základnou s dvěma pravými úhly dole a vrcholem nahoře a v něm černé číslo uvádějící délku úseku v metrech a nad ním červené číslo uvádějící sklon stoupání v promilích. U nyní dosazovaných sklonovníků je údaj o sklonu uváděn zaokrouhlený nahoru, a to nejnižší sklony na 2,5 promile, vyšší pak na celé násobky 5 promile.
 Klesání tratě je varianta sklonovníku, černá na kratší straně postavená obdélníková deska, uvnitř které je bílý pětiúhelník základnou a dvěma pravými úhly nahoře a vrcholem dole a v něm černé číslo uvádějící délku úseku v metrech a nad ním červené číslo uvádějící sklon klesání v promilích.
 Rovina je třetí varianta sklonovníku. Je to černá na kratší straně postavená obdélníková deska, uvnitř v horní části bílý obdélník a v něm černé číslo uvádějící délku úseku tratě v rovině v metrech. Nově se nepoužívá.